# Mario Ghersetti
Mario José Ghersetti (Comodoro Rivadavia, Chubut, 16 de octubre de 1981) es un baloncestista argentino con nacionalidad italiana que juega en la posición de ala-pívot para el Central Entrerriano de la Liga Provincial de Básquet de Mayores de Entre Ríos.

## Trayectoria
Ghersetti nació en la ciudad chubutense de Comodoro Rivadavia pero creció en la ciudad bonaerense de Tandil. Allí comenzó a practicar baloncesto en los clubes Union y Progreso e Independiente. Siendo aún un jugador juvenil, migró a Mar del Plata para sumarse a Unión, siendo más tarde reclutado por Peñarol, club con el que debutó en la Liga Nacional de Básquet.
En 1999 fichó con Central Entrerriano, equipo que competía en el Torneo Nacional de Ascenso. En dos temporadas con los gualeguaychenses jugó 49 partidos en total, pero arrancado siempre desde la banca de suplentes.  
Siendo un argentino de ascendencia italiana, Ghersetti dejó a su país en 2001 para instalarse en Europa. Consiguió un contrato para jugar con el Silver Basket Porto Torres, club sardo de la Serie B2 con el que ascendió a la Serie B1 en 2004. 
En 2006 se incorporó al Veroli, equipo que conquistaría el campeonato de la Serie B1, jugando la temporada 2007-08 en la Legadue. Después de esa experiencia, Ghersetti jugaría un bienio en Vigevano y otro en Brescia, repitiendo en ambos clubes el ciclo de una temporada en la tercera categoría seguida por una en la segunda. 
Ghersetti fichó en 2012 con el Scaligera Basket Verona. Ese año su equipo culminó en la sexta posición de la Legadue, pero, por problemas económicos, terminaría perdiendo su plaza en el certamen. En consecuencia el jugador argentino decidió retornar a su país y sumarse a Quilmes de Mar del Plata de la LNB.
Ghersetti jugó la temporada 2014-15 de la Serie A2 con las camisetas de Ferentino (en la Gold) y Viola Reggio Calabria (en la Silver). Pasó luego al Bergamo Basket 2014 de la Serie B, con el que consiguió el ascenso a la Serie A2 en 2017. 
De retorno en la segunda división del baloncesto profesional italiano, el jugador argentino actuó en las filas del Orzinuovi, con el que terminaría descendiendo al término de la temporada 2017-18 de la Serie A2. Pasó luego al Mantovana, donde jugó tres temporadas, asumiendo el rol de capitán de la escuadra luego de que Luca Vencato se marchara al Kleb Basket Ferrara. 
En julio de 2024 regresó nuevamente a la Argentina para sumarse a las filas de Central Entrerriano, club enrolado en la Liga Provincial de Básquet de Mayores de Entre Ríos.

### Clubes
| Club                       | País      | Año             |
| -------------------------- | --------- | --------------- |
| Peñarol de Mar del Plata   | Argentina | 1998 - 1999     |
| Central Entrerriano        | Argentina | 1999 - 2001     |
| Silver Basket Porto Torres | Italia    | 2001 - 2006     |
| Veroli                     | Italia    | 2006 - 2008     |
| Vigevano                   | Italia    | 2008 - 2010     |
| Brescia                    | Italia    | 2010 - 2012     |
| Scaligera Verona           | Italia    | 2012 - 2013     |
| Quilmes de Mar del Plata   | Argentina | 2013 - 2014     |
| Ferentino                  | Italia    | 2014 - 2015     |
| Viola Reggio Calabria      | Italia    | 2015            |
| Bergamo Basket 2014        | Italia    | 2015 - 2017     |
| Orzinuovi                  | Italia    | 2017 - 2018     |
| Mantovana                  | Italia    | 2018 - 2021     |
| Real Sebastiani Rieti      | Italia    | 2021 - 2022     |
| Ruvo di Puglia Basket      | Italia    | 2022 - 2024     |
| Central Entrerriano        | Argentina | 2024 - Presente |

## Selección nacional
Ghersetti fue miembro de los seleccionados juveniles de baloncesto de Argentina, como parte de la camada en la que también estuvieron jugadores como Carlos Delfino, Diego Alba, Gabriel Mikulas y Darío Mansilla.  